# Weltcup der Nordischen Kombination 2021/22
Der Weltcup der Nordischen Kombination 2021/22 (offizieller Sponsorenname: Viessmann FIS World Cup) war die in der Wintersportsaison 2021/22 wichtigste vom Weltskiverband FIS ausgetragene Wettkampfserie in der Nordischen Kombination. Bei den Herren begann die Saison am 26. November 2021 in Ruka und endete am 13. März 2022 in Schonach. Bei den Damen wurde zum zweiten Mal eine Wettkampfserie ausgetragen. Ihre Saison begann 3. Dezember 2021 in Lillehammer und endete gemeinsam mit den Herren am 13. März 2022 in Schonach. Im Vergleich zur Vorsaison, in der unter anderem aufgrund der COVID-19-Pandemie nur ein Weltcup-Rennen der Damen veranstaltet wurde, wurde das Programm deutlich erweitert. Bei den Einzelrennen waren vor allem Wettbewerbe nach der Gundersen-Methode geplant, wobei die Distanz des Langlaufs variierte. Nachdem in der Vorsaison kein Staffelwettbewerb durchgeführt wurde, wurde bei den Männern ein solches Teamevent in Lillehammer ausgetragen. Darüber hinaus wurde erstmals ein Mixed-Team-Wettbewerb abgehalten. Der Weltcup-Kalender wurde beim FIS-Kongress in Zürich im Herbst 2021 endgültig verabschiedet.
Bei den Herren ging Jarl Magnus Riiber als Titelverteidiger in die Saison, während bei den Frauen Tara Geraghty-Moats die Kristallkugel zu verteidigen versuchte. Unterhalb des Weltcups war der Continental Cup der Nordischen Kombination 2021/22 als zweithöchste Wettkampfserie des Winters angesiedelt.

## Austragungsorte
Bei den Austragungsorten überwog die Kontinuität. So standen mit Ausnahme von Planica, wo in der Folgesaison die Nordischen Skiweltmeisterschaften stattfanden, alle anderen Orte in den letzten Jahren regelmäßig im Weltcup-Kalender. Planica war erstmals seit 1984 wieder Austragungsort im Weltcup der Nordischen Kombination.
| Ruka |

| Lillehammer |

| Otepää |

| Klingenthal |

| Lahti |

| Oslo |

|  |

|  |

|  |

|  |

|  |

| Ramsau |

| Val di Fiemme |

| Planica |

| Seefeld |

| Schonach |

## Herren

### Weltcup-Übersicht
| Datum                                                          | Austragungsort | Disziplin                       | Sieger                                                                       | Zweiter                                                           | Dritter                                                    | Gelbes Trikot      |
| -------------------------------------------------------------- | -------------- | ------------------------------- | ---------------------------------------------------------------------------- | ----------------------------------------------------------------- | ---------------------------------------------------------- | ------------------ |
| Ruka Tour                                                      |                |                                 |                                                                              |                                                                   |                                                            |                    |
| 26.11.2021                                                     | Ruka           | HS 142 / 5 km Gundersen         | Jarl Magnus Riiber                                                           | Johannes Lamparter                                                | Jens Lurås Oftebro                                         | Jarl Magnus Riiber |
| 27.11.2021                                                     | Ruka           | HS 142 / 10 km Gundersen        | Terence Weber                                                                | Eric Frenzel                                                      | Vinzenz Geiger                                             | Terence Weber      |
| 28.11.2021 1                                                   | Ruka           | HS 142 / 10 km Gundersen        | Jarl Magnus Riiber                                                           | Johannes Lamparter                                                | Jens Lurås Oftebro                                         | Jarl Magnus Riiber |
| Gesamtwertung                                                  | Gesamtwertung  | Gesamtwertung                   | Jarl Magnus Riiber                                                           | Johannes Lamparter                                                | Terence Weber                                              | Jarl Magnus Riiber |
| 04.12.2021                                                     | Lillehammer    | HS 98 / 4 × 5 km Team Gundersen | NorwegenEspen Bjørnstad Jens Lurås Oftebro Jørgen Graabak Jarl Magnus Riiber | DeutschlandEric Frenzel Manuel Faißt Terence Weber Vinzenz Geiger | JapanSora Yachi Ryōta Yamamoto Yoshito Watabe Akito Watabe | Jarl Magnus Riiber |
| 05.12.2021                                                     | Lillehammer    | HS 138 / 10 km Gundersen        | Jarl Magnus Riiber                                                           | Johannes Lamparter                                                | Eric Frenzel                                               | Jarl Magnus Riiber |
| 11.12.2021 3                                                   | Otepää         | 10 km Massenstart / HS 97       | Jarl Magnus Riiber                                                           | Espen Bjørnstad                                                   | Manuel Faißt                                               | Jarl Magnus Riiber |
| 12.12.2021                                                     | Otepää         | HS 97 / 10 km Gundersen         | Jarl Magnus Riiber                                                           | Fabian Rießle                                                     | Julian Schmid                                              | Jarl Magnus Riiber |
| 18.12.2021                                                     | Ramsau         | HS 98 / 10 km Gundersen         | Jarl Magnus Riiber                                                           | Vinzenz Geiger                                                    | Ilkka Herola                                               | Jarl Magnus Riiber |
| 19.12.2021                                                     | Ramsau         | HS 98 / 10 km Gundersen         | Jarl Magnus Riiber                                                           | Vinzenz Geiger                                                    | Eric Frenzel                                               | Jarl Magnus Riiber |
| 08.01.2022                                                     | Val di Fiemme  | HS 106 / 10 km Gundersen        | Johannes Lamparter                                                           | Vinzenz Geiger                                                    | Eric Frenzel                                               | Jarl Magnus Riiber |
| 09.01.2022                                                     | Val di Fiemme  | HS 106 / 10 km Gundersen        | Vinzenz Geiger                                                               | Johannes Lamparter                                                | Johannes Rydzek                                            | Jarl Magnus Riiber |
| 15.01.2022                                                     | Klingenthal    | HS 140 / 10 km Gundersen        | Johannes Lamparter                                                           | Kristjan Ilves                                                    | Ryōta Yamamoto                                             | Jarl Magnus Riiber |
| 16.01.2022                                                     | Klingenthal    | HS 140 / 10 km Gundersen        | Johannes Lamparter                                                           | Kristjan Ilves                                                    | Franz-Josef Rehrl                                          | Johannes Lamparter |
| 22.01.2022                                                     | Planica        | HS 102 / 10 km Gundersen        | aufgrund der Covid-19-Pandemie abgesagt                                      | aufgrund der Covid-19-Pandemie abgesagt                           | aufgrund der Covid-19-Pandemie abgesagt                    | Johannes Lamparter |
| 23.01.2022                                                     | Planica        | HS 102 / 10 km Gundersen        | aufgrund der Covid-19-Pandemie abgesagt                                      | aufgrund der Covid-19-Pandemie abgesagt                           | aufgrund der Covid-19-Pandemie abgesagt                    | Johannes Lamparter |
| Nordic Combined Triple 2                                       |                |                                 |                                                                              |                                                                   |                                                            | Johannes Lamparter |
| 28.01.2022                                                     | Seefeld        | HS 109 / 7,5 km Gundersen       | Jarl Magnus Riiber                                                           | Vinzenz Geiger                                                    | Johannes Lamparter                                         | Johannes Lamparter |
| 29.01.2022                                                     | Seefeld        | HS 109 / 10 km Gundersen        | Vinzenz Geiger                                                               | Johannes Lamparter                                                | Jørgen Graabak                                             | Johannes Lamparter |
| 30.01.2022                                                     | Seefeld        | HS 109 / 12,5 km Gundersen      | Jørgen Graabak                                                               | Johannes Lamparter                                                | Jarl Magnus Riiber                                         | Johannes Lamparter |
| 4. bis 20. Februar 2022 Olympische Winterspiele 2022 in Peking |                |                                 |                                                                              |                                                                   |                                                            | Johannes Lamparter |
| 26.02.2022                                                     | Lahti          | HS 130 / 2 × 7,5 km Teamsprint  | Norwegen IJens Lurås Oftebro Jørgen Graabak                                  | ÖsterreichFranz-Josef Rehrl Lukas Greiderer                       | Norwegen IIEspen Andersen Espen Bjørnstad                  | Johannes Lamparter |
| 27.02.2022                                                     | Lahti          | HS 130 / 10 km Gundersen        | Jarl Magnus Riiber                                                           | Vinzenz Geiger                                                    | Johannes Lamparter                                         | Johannes Lamparter |
| 05.03.2022                                                     | Oslo           | HS 134 / 10 km Gundersen        | Jarl Magnus Riiber                                                           | Johannes Lamparter                                                | Jens Lurås Oftebro                                         | Johannes Lamparter |
| 06.03.2022                                                     | Oslo           | HS 134 / 10 km Gundersen        | Jarl Magnus Riiber                                                           | Mario Seidl                                                       | Jens Lurås Oftebro                                         | Johannes Lamparter |
| 12.03.2022                                                     | Schonach       | HS 100 / 10 km Gundersen        | Jarl Magnus Riiber                                                           | Johannes Lamparter                                                | Jørgen Graabak                                             | Jarl Magnus Riiber |
| 13.03.2022                                                     | Schonach       | HS 100 / 10 km Gundersen        | Jarl Magnus Riiber                                                           | Johannes Lamparter                                                | Vinzenz Geiger                                             | Jarl Magnus Riiber |

### Wertungen
| Rang | Name               | Punkte |
| ---- | ------------------ | ------ |
| 01.  | Jarl Magnus Riiber | 1383   |
| 02.  | Johannes Lamparter | 1362   |
| 03.  | Vinzenz Geiger     | 0979   |
| 04.  | Jørgen Graabak     | 0783   |
| 05.  | Kristjan Ilves     | 0627   |
| 06.  | Jens Lurås Oftebro | 0618   |
| 07.  | Eric Frenzel       | 0592   |
| 08.  | Terence Weber      | 0542   |
| 09.  | Ilkka Herola       | 0530   |
| 10.  | Mario Seidl        | 0529   |
| 11.  | Akito Watabe       | 0528   |
| 12.  | Julian Schmid      | 0480   |
| 13.  | Johannes Rydzek    | 0468   |
| 14.  | Espen Andersen     | 0450   |
| 15.  | Ryōta Yamamoto     | 0447   |
| 16.  | Manuel Faißt       | 0409   |
| 17.  | Franz-Josef Rehrl  | 0390   |
| 18.  | Lukas Greiderer    | 0354   |
| 19.  | Espen Bjørnstad    | 0307   |
| 20.  | Fabian Rießle      | 0252   |

| Rang | Name                | Punkte |
| ---- | ------------------- | ------ |
| 21.  | Martin Fritz        | 0240   |
| 22.  | Yoshito Watabe      | 0235   |
| 23.  | Laurent Muhlethaler | 0210   |
| 24.  | Eero Hirvonen       | 0144   |
| 25.  | Hideaki Nagai       | 0140   |
| 26.  | Philipp Orter       | 0134   |
| 27.  | Simen Tiller        | 0121   |
| 28.  | Stefan Rettenegger  | 0107   |
| 29.  | Kasper Moen Flatla  | 0086   |
| 30.  | Sora Yachi          | 0083   |
| 31.  | Tomáš Portyk        | 0081   |
| 32.  | Kodai Kimura        | 0078   |
| 33.  | Ben Loomis          | 0076   |
| 34.  | Lukas Klapfer       | 0074   |
| 35.  | Thomas Jöbstl       | 0070   |
| 36.  | Lars Ivar Skårset   | 0062   |
| 37.  | Antoine Gérard      | 0059   |
| 38.  | Arttu Mäkiaho       | 0047   |
| 39.  | Raffaele Buzzi      | 0040   |
| 40.  | Einar Lurås Oftebro | 0035   |

| Rang | Name                 | Punkte |
| ---- | -------------------- | ------ |
| 41.  | Jan Vytrval          | 0033   |
| 42.  | Mattéo Baud          | 0028   |
| 43.  | Andreas Skoglund     | 0027   |
| 44.  | Taylor Fletcher      | 0027   |
| 45.  | Perttu Reponen       | 0025   |
| 46.  | Sebastian Østvold    | 0013   |
| 47.  | Samuel Costa         | 0012   |
| 48.  | Jared Shumate        | 0011   |
| 49.  | Lukáš Daněk          | 0010   |
| 50.  | Vid Vrhovnik         | 0008   |
| 51.  | Wendelin Thannheimer | 0007   |
| 52.  | Alessandro Pittin    | 0006   |
| 53.  | Gaël Blondeau        | 0003   |
| 54.  | Ondřej Pažout        | 0003   |
| 55.  | Manuel Einkemmer     | 0002   |
| 56.  | Fabio Obermeyr       | 0002   |
| 57.  | Szczepan Kupczak     | 0002   |
| 58.  | Dmytro Masurtschuk   | 0001   |
| 59.  | Otto Niittykoski     | 0001   |

| Rang | Name               | Punkte |
| ---- | ------------------ | ------ |
| 01.  | Norwegen           | 4691   |
| 02.  | Deutschland        | 4367   |
| 03.  | Österreich         | 3874   |
| 04.  | Japan              | 2018   |
| 05.  | Finnland           | 0855   |
| 06.  | Estland            | 0627   |
| 07.  | Frankreich         | 0551   |
| 08.  | Vereinigte Staaten | 0389   |
| 09.  | Italien            | 0283   |
| 10.  | Tschechien         | 0182   |
| 11.  | Slowenien          | 0058   |
| 12.  | Russland           | 0025   |
| 13.  | Polen              | 0002   |
| 14.  | Ukraine            | 0081   |

| Rang | Land               | Punkte |
| ---- | ------------------ | ------ |
| 01.  | Jarl Magnus Riiber | 1236   |
| 02.  | Kristjan Ilves     | 0967   |
| 03.  | Johannes Lamparter | 0910   |
| 04.  | Mario Seidl        | 0883   |
| 05.  | Terence Weber      | 0693   |
| 06.  | Ryōta Yamamoto     | 0651   |
| 07.  | Yoshito Watabe     | 0586   |
| 08.  | Franz-Josef Rehrl  | 0543   |
| 09.  | Eric Frenzel       | 0485   |
| 10.  | Julian Schmid      | 0482   |

| Rang | Land               | Punkte |
| ---- | ------------------ | ------ |
| 01.  | Ilkka Herola       | 1177   |
| 02.  | Jørgen Graabak     | 1096   |
| 03.  | Vinzenz Geiger     | 1052   |
| 04.  | Johannes Rydzek    | 0934   |
| 05.  | Johannes Lamparter | 0848   |
| 06.  | Akito Watabe       | 0650   |
| 07.  | Fabian Rießle      | 0582   |
| 08.  | Jens Lurås Oftebro | 0569   |
| 09.  | Eric Frenzel       | 0532   |
| 10.  | Julian Schmid      | 0495   |

### Detaillierte Ergebnisse
| 01   | Norwegen           | Jarl Magnus Riiber     | 24    | 1            | NQ           | 1            | 1        | 1       | 1       | 1          | 1          | —       | NQ      | —           | —           | 1          | 10         | 3          | 1        | 1        | 1        | 1           | 1           | 1383   |  |  |
| 02   | Osterreich         | Johannes Lamparter     | 20    | 2            | 8            | 2            | 2        | 9       | 6       | 4          | 11         | 1       | 2       | 1           | 1           | 3          | 2          | 2          | 3        | 2        | 8        | 2           | 2           | 1362   |  |  |
| 03   | Deutschland        | Vinzenz Geiger         | 24    | 11           | 3            | 11           | 6        | 12      | 13      | 2          | 2          | 2       | 1       | 13          | 7           | 2          | 1          | 4          | 2        | 18       | DNS      | 4           | 3           | 979    |  |  |
| 04   | Norwegen           | Jørgen Graabak         | 30    | 7            | 7            | 13           | 21       | DSQ     | 14      | 10         | 10         | 4       | 8       | 9           | 4           | 11         | 3          | 1          | 6        | 4        | 23       | 3           | 4           | 783    |  |  |
| 05   | Estland            | Kristjan Ilves         | 25    | 8            | 4            | DSQ          | 14       | 17      | 8       | 15         | 14         | 13      | 4       | 2           | 2           | 5          | 12         | 7          | 12       | 9        | DNS      | 7           | 11          | 627    |  |  |
| 06   | Norwegen           | Jens Lurås Oftebro     | 21    | 3            | 23           | 3            | 4        | —       | —       | 11         | 7          | 8       | 9       | —           | —           | 19         | 14         | 5          | 7        | 3        | 3        | 14          | 6           | 618    |  |  |
| 07   | Deutschland        | Eric Frenzel           | 33    | 24           | 2            | 12           | 3        | 15      | 9       | NPS        | 3          | 3       | 7       | 6           | 16          | 6          | 4          | 11         | 21       | 10       | 27       | 10          | 23          | 592    |  |  |
| 08   | Deutschland        | Terence Weber          | 25    | 17           | 1            | 4            | 8        | 9       | 7       | 5          | 4          | —       | 12      | 11          | 22          | 4          | 5          | 10         | 29       | 29       | DNS      | 16          | 19          | 542    |  |  |
| 09   | Finnland           | Ilkka Herola           | 26    | 18           | 22           | 10           | 10       | 5       | 22      | 3          | 6          | —       | —       | —           | —           | 7          | 8          | 6          | 9        | 11       | 5        | 5           | 5           | 530    |  |  |
| 10   | Osterreich         | Mario Seidl            | 29    | 4            | 19           | 8            | 5        | 16      | 11      | 9          | 12         | 6       | 19      | 8           | 25          | 34         | 13         | 19         | 13       | 6        | 2        | 15          | 13          | 529    |  |  |
| 11   | Japan              | Akito Watabe           | 33    | 12           | 9            | 16           | 7        | 7       | 18      | 7          | 18         | 7       | 6       | 5           | 9           | 9          | 17         | 25         | 11       | 16       | 9        | 6           | 7           | 528    |  |  |
| 12   | Deutschland        | Julian Schmid          | 22    | 13           | 5            | 14           | 20       | 13      | 3       | 8          | 8          | 20      | 15      | 4           | 10          | 12         | 6          | 9          | 18       | 24       | 15       | 30          | 18          | 480    |  |  |
| 13   | Deutschland        | Johannes Rydzek        | 30    | 10           | 15           | 9            | 19       | 18      | 15      | 16         | 19         | 5       | 3       | 12          | 8           | 8          | 16         | 14         | 5        | 8        | 18       | 27          | 15          | 468    |  |  |
| 14   | Norwegen           | Espen Andersen         | 28    | 21           | 21           | 17           | 24       | 14      | 5       | 12         | 5          | 14      | 5       | 16          | 5           | 24         | 28         | 12         | 14       | 12       | 6        | 11          | 24          | 450    |  |  |
| 15   | Japan              | Ryōta Yamamoto         | 24    | 9            | 10           | 6            | 9        | 4       | 4       | DNF        | DNS        | NQ      | NQ      | 3           | 6           | 18         | 47         | 16         | 20       | 20       | 28       | 9           | 8           | 447    |  |  |
| 16   | Deutschland        | Manuel Faißt           | 29    | 5            | 13           | 7            | 12       | 3       | 17      | 25         | DSQ        | 16      | 10      | 10          | 12          | 15         | 21         | 21         | 8        | 13       | 10       | 25          | 36          | 409    |  |  |
| 17   | Osterreich         | Franz-Josef Rehrl      | 29    | 20           | DNS          | DNS          | —        | —       | —       | —          | —          | 26      | 17      | 7           | 3           | 17         | 9          | 8          | 4        | 7        | 4        | 8           | 21          | 390    |  |  |
| 18   | Osterreich         | Lukas Greiderer        | 28    | 6            | 6            | 5            | 15       | 28      | 27      | —          | —          | 11      | 14      | 14          | 11          | 10         | 15         | 13         | 26       | 15       | 20       | 13          | 22          | 354    |  |  |
| 19   | Norwegen           | Espen Bjørnstad        | 28    | 14           | 11           | DNS          | 17       | 2       | 26      | 6          | 9          | 24      | 22      | —           | —           | 43         | 24         | 27         | 31       | 21       | 11       | 22          | 10          | 307    |  |  |
| 20   | Deutschland        | Fabian Rießle          | 31    | 29           | 17           | DNS          | 11       | 23      | 2       | DNS        | 13         | 10      | 11      | 26          | 14          | 32         | 38         | 31         | 24       | 19       | 19       | —           | —           | 252    |  |  |
| 21   | Osterreich         | Martin Fritz           | 27    | 30           | 12           | 18           | 22       | 8       | 12      | 18         | 16         | 9       | NQ      | 28          | 26          | 13         | 7          | 15         | 22       | DNS      | DNS      | 24          | 32          | 240    |  |  |
| 22   | Japan              | Yoshito Watabe         | 30    | 15           | 16           | 20           | 28       | 24      | 10      | 13         | DNF        | 17      | 13      | 19          | 13          | 16         | 22         | 22         | DNS      | DNF      | DNS      | 12          | 14          | 235    |  |  |
| 23   | Frankreich         | Laurent Muhlethaler    | 24    | 16           | 27           | 15           | 16       | 6       | 21      | 19         | 15         | —       | —       | —           | —           | 23         | 23         | 29         | 16       | 17       | 21       | 29          | 9           | 210    |  |  |
| 24   | Finnland           | Eero Hirvonen          | 26    | —            | —            | —            | —        | 31      | 31      | 17         | DNS        | 21      | 18      | 20          | 15          | —          | —          | —          | DNS      | 22       | 7        | 18          | 12          | 144    |  |  |
| 25   | Japan              | Hideaki Nagai          | 38    | 25           | 24           | 26           | 29       | 21      | 24      | 35         | 20         | 19      | 24      | 22          | 21          | 36         | 33         | 18         | 23       | 32       | 25       | 23          | 25          | 140    |  |  |
| 26   | Osterreich         | Philipp Orter          | 28    | —            | —            | —            | —        | —       | —       | —          | —          | 32      | 27      | 21          | 28          | 20         | 41         | 17         | 25       | 5        | 14       | 33          | 17          | 134    |  |  |
| 27   | Norwegen           | Simen Tiller           | 26    | 23           | 25           | DSQ          | 18       | 32      | 23      | 14         | 25         | —       | —       | 17          | 19          | 48         | 26         | 23         | 19       | 31       | 26       | 31          | 34          | 121    |  |  |
| 28   | Osterreich         | Stefan Rettenegger     | 20    | 34           | 14           | 19           | 23       | 19      | 19      | DNS        | —          | 15      | 16      | NQ          | 30          | 26         | 32         | 26         | —        | —        | —        | —           | —           | 107    |  |  |
| 29   | Norwegen           | Kasper Moen Flatla     | 23    | 19           | NQ           | 23           | 13       | 22      | 16      | 23         | DSQ        | —       | —       | —           | —           | —          | —          | —          | —        | —        | 17.      | —           | —           | 86     |  |  |
| 30   | Japan              | Sora Yachi             | 21    | 31           | 20           | 21           | 27       | 11      | 20      | 39         | 22         | 38      | 33      | 24          | 33          | 25         | 31         | DNF        | 27       | 33       | DNS      | 40          | 35          | 83     |  |  |
| 31   | Tschechien         | Tomáš Portyk           | 25    | 27           | 28           | 25           | 31       | —       | —       | 20         | DNS        | DNF     | 34      | 18          | 20          | 31         | 19         | DNS        | 28       | 27       | 24       | 21          | 28          | 81     |  |  |
| 32   | Japan              | Kodai Kimura           | 20    | 39           | DNS          | 36           | 38       | 34      | 30      | DSQ        | 27         | 23      | 25      | DNS         | 23          | 42         | 35         | 28         | 32       | 25       | 13       | 17          | 26          | 78     |  |  |
| 33   | Vereinigte Staaten | Ben Loomis             | 23    | 22           | 26           | 30           | 30       | 25      | 28      | 29         | 38         | 12      | DNF     | —           | —           | —          | —          | —          | —        | 26       | 12       | —           | —           | 76     |  |  |
| 34   | Osterreich         | Lukas Klapfer          | 36    | —            | —            | —            | 32       | 36      | DNF     | 21         | 21         | 39      | 21      | 30          | 35          | 27         | 11         | 24         | 35       | —        | —        | 37          | 16          | 74     |  |  |
| 35   | Osterreich         | Thomas Jöbstl          | 26    | 28           | 18           | 24           | 26       | —       | —       | —          | —          | —       | —       | 23          | 29          | 39         | 20         | 32         | 17       | 18       | 22       | —           | —           | 70     |  |  |
| 36   | Norwegen           | Lars Ivar Skårset      | 24    | —            | —            | —            | DNF      | —       | —       | —          | —          | —       | —       | —           | —           | —          | —          | —          | 15       | 14       | 16       | 20          | 29          | 62     |  |  |
| 37   | Frankreich         | Antoine Gérard         | 26    | 35           | 38           | 22           | 36       | 38      | 25      | 32         | 34         | 35      | 31      | —           | —           | 14         | 30         | 20         | 34       | 35       | 36       | 19          | 31          | 59     |  |  |
| 38   | Finnland           | Arttu Mäkiaho          | 24    | DNS          | DSQ          | DNS          | —        | 42      | 33      | 26         | 17         | DNS     | 39      | 38          | 18          | —          | —          | —          | —        | 23       | 34       | 28          | 27          | 47     |  |  |
| 39   | Italien            | Raffaele Buzzi         | 26    | NPS          | 30           | 27           | 35       | 26      | 29      | 27         | 24         | 27      | 23      | —           | —           | 40         | 25         | 38         | 33       | 40       | 29       | 32          | 33          | 40     |  |  |
| 40   | Norwegen           | Einar Lurås Oftebro    | 23    | —            | —            | —            | 25       | —       | —       | —          | —          | 18      | 32      | 15          | 31          | —          | —          | —          | —        | —        | —        | —           | —           | 35     |  |  |
| 41   | Tschechien         | Jan Vytrval            | 23    | 45           | 36           | DNS          | 40       | —       | —       | 30         | 35         | 28      | 28      | DNS         | NQ          | 52         | —          | —          | 10       | —        | —        | DNF         | DNF         | 33     |  |  |
| 42   | Frankreich         | Mattéo Baud            | 19    | 26           | 35           | DNS          | 41       | 33      | 36      | 34         | 30         | 31      | DNS     | —           | —           | 21         | 34         | 36         | 30       | —        | —        | 26          | 20          | 28     |  |  |
| 43   | Norwegen           | Andreas Skoglund       | 21    | —            | —            | —            | 34       | —       | —       | —          | —          | —       | —       | 27          | 17          | 33         | 18         | 30         | —        | —        | —        | —           | —           | 27     |  |  |
| 44   | Vereinigte Staaten | Taylor Fletcher        | 31    | —            | 33           | 28           | 39       | 20      | 35      | 22         | 28         | 30      | 36      | —           | —           | —          | —          | —          | —        | 36       | 37       | —           | —           | 27     |  |  |
| 45   | Finnland           | Perttu Reponen         | 20    | DNS          | —            | DNS          | —        | —       | —       | —          | —          | 22      | 20      | 34          | 34          | 22         | DNF        | —          | —        | —        | —        | —           | —           | 25     |  |  |
| 46   | Norwegen           | Sebastian Østvold      | 20    | —            | —            | —            | —        | —       | —       | —          | —          | —       | —       | 25          | 24          | —          | —          | —          | —        | —        | —        | —           | —           | 13     |  |  |
| 47   | Italien            | Samuel Costa           | 29    | NPS          | 32           | 35           | 33       | 35      | 32      | 24         | 26         | —       | —       | —           | —           | 37         | 39         | 39         | 37       | 44       | 38       | 35          | 39          | 12     |  |  |
| 48   | Vereinigte Staaten | Jared Shumate          | 23    | —            | —            | —            | —        | —       | —       | —          | —          | 25      | 26      | —           | —           | —          | —          | —          | —        | 38       | 33       | —           | —           | 11     |  |  |
| 49   | Tschechien         | Lukáš Daněk            | 24    | —            | —            | —            | —        | —       | —       | 33         | 23         | —       | —       | 32          | 41          | 28         | 37         | DNS        | DNS      | 39       | 40       | DNS         | 41          | 10     |  |  |
| 50   | Slowenien          | Vid Vrhovnik           | 22    | 37           | 39           | 29           | 37       | 29      | 37      | DNS        | DNS        | 29      | 29      | 35          | DNS         | 41         | 43         | DNF        | —        | —        | —        | —           | —           | 8      |  |  |
| 51   | Deutschland        | Wendelin Thannheimer   | 22    | —            | —            | —            | —        | —       | —       | —          | —          | —       | —       | 29          | 27          | —          | —          | —          | —        | —        | —        | 38          | 30          | 7      |  |  |
| 52   | Italien            | Alessandro Pittin      | 32    | —            | —            | —            | 48       | 27      | 39      | DSQ        | 33         | 36      | 35      | —           | —           | 30         | 29         | 33         | 41       | 46       | 42       | 36          | 37          | 6      |  |  |
| 53   | Frankreich         | Gaël Blondeau          | 21    | 33           | 37           | DNS          | 43       | 41      | 38      | 28         | 37         | 33      | 37      | —           | —           | 44         | 42         | 34         | 38       | 42       | 35       | —           | 38          | 3      |  |  |
| 54   | Tschechien         | Ondřej Pažout          | 23    | 46           | 44           | 37           | NQ       | —       | —       | —          | —          | —       | —       | —           | —           | 29         | 45         | DNS        | —        | 30       | 30       | DNS         | DNS         | 3      |  |  |
| 55   | Osterreich         | Manuel Einkemmer       | 20    | 36           | 31           | 34           | NQ       | —       | —       | —          | —          | —       | —       | —           | —           | 45         | 27         | 35         | —        | —        | —        | —           | —           | 2      |  |  |
| 56   | Osterreich         | Fabio Obermeyr         | 21    | —            | —            | —            | —        | —       | —       | 31         | 29         | —       | —       | —           | —           | —          | —          | —          | —        | —        | —        | —           | —           | 2      |  |  |
| 57   | Polen              | Szczepan Kupczak       | 29    | 32           | 29           | DNS          | 44       | —       | —       | 36         | 36         | DNS     | DNF     | 33          | DNS         | —          | —          | —          | —        | —        | —        | —           | —           | 2      |  |  |
| 58   | Ukraine            | Dmytro Masurtschuk     | 23    | 43           | 42           | 31           | —        | 37      | 40      | —          | —          | NPS     | 30      | 37          | 32          | —          | —          | —          | —        | —        | —        | —           | —           | 1      |  |  |
| 59   | Finnland           | Otto Niittykoski       | 21    | 41           | 43           | 32           | —        | 30      | 34      | 40         | 39         | DNS     | —       | —           | —           | 47         | DNF        | —          | 36       | 45       | 41       | —           | —           | 1      |  |  |
|      |                    |                        |       |              |              |              |          |         |         |            |            |         |         |             |             |            |            |            |          |          |          |             |             |        |  |  |
| —    | Deutschland        | Jan Andersen           | 19    | —            | —            | —            | —        | —       | —       | —          | —          | —       | —       | —           | —           | —          | —          | —          | —        | —        | —        | 42          | 44          | 0      |  |  |
| —    | Deutschland        | Christian Frank        | 20    | —            | —            | —            | —        | —       | —       | —          | —          | —       | —       | 42          | 37          | —          | —          | —          | —        | —        | —        | 34          | 40          | 0      |  |  |
| —    | Deutschland        | Simon Hüttel           | 22    | —            | —            | —            | —        | —       | —       | —          | —          | —       | —       | —           | —           | —          | —          | —          | —        | —        | —        | 39          | 45          | 0      |  |  |
| —    | Deutschland        | Jakob Lange            | 26    | —            | —            | —            | —        | —       | —       | —          | —          | 37      | —       | 36          | 36          | —          | —          | —          | —        | —        | —        | —           | —           | 0      |  |  |
| —    | Deutschland        | David Mach             | 21    | —            | —            | —            | —        | —       | —       | —          | —          | —       | —       | 41          | 45          | —          | —          | —          | —        | —        | —        | —           | —           | 0      |  |  |
| —    | Deutschland        | Tristan Sommerfeldt    | 17    | —            | —            | —            | —        | —       | —       | —          | —          | —       | —       | —           | —           | —          | —          | —          | —        | —        | —        | 43          | 42          | 0      |  |  |
| —    | Estland            | Andreas Ilves          | 21    | —            | —            | —            | —        | NPS     | 44      | —          | —          | —       | —       | —           | —           | —          | —          | —          | —        | —        | —        | —           | —           | 0      |  |  |
| —    | Finnland           | Rasmus Ähtävä          | 21    | 47           | NQ           | 38           | —        | —       | —       | —          | —          | —       | —       | —           | —           | —          | —          | —          | 39       | 48       | 44       | —           | —           | 0      |  |  |
| —    | Finnland           | Waltteri Karhumaa      | 19    | 48           | NQ           | 39           | —        | —       | —       | —          | —          | —       | —       | —           | —           | —          | —          | —          | —        | —        | —        | —           | —           | 0      |  |  |
| —    | Finnland           | Leevi Mutru            | 26    | DNS          | DSQ          | DNS          | —        | —       | —       | —          | —          | —       | —       | —           | —           | —          | —          | —          | —        | —        | —        | —           | —           | 0      |  |  |
| —    | Finnland           | Jesse Pääkkönen        | 23    | —            | —            | —            | —        | —       | —       | —          | —          | —       | —       | —           | —           | 38         | 44         | 40         | 45       | —        | —        | —           | —           | 0      |  |  |
| —    | Frankreich         | Marco Heinis           | 18    | 40           | 34           | DNS          | 42       | —       | —       | —          | —          | DNS     | DNS     | 45          | LAP         | —          | —          | —          | —        | —        | —        | —           | —           | 0      |  |  |
| —    | Frankreich         | Tom Michaud            | 20    | —            | —            | —            | —        | —       | —       | —          | —          | —       | —       | NQ          | NQ          | —          | —          | —          | —        | —        | —        | —           | —           | 0      |  |  |
| —    | Frankreich         | Maël Tyrode            | 21    | —            | —            | —            | —        | —       | —       | —          | —          | —       | —       | NQ          | NQ          | —          | —          | —          | —        | —        | —        | 41          | —           | 0      |  |  |
| —    | Frankreich         | Edgar Vallet           | 21    | —            | —            | —            | —        | —       | —       | 41         | 40         | 42      | 40      | 43          | 38          | 49         | 46         | 41         | 44       | 47       | 43       | —           | —           | 0      |  |  |
| —    | Italien            | Iacopo Bortolas        | 18    | NPS          | 41           | 33           | LAP      | —       | —       | —          | —          | —       | —       | —           | —           | —          | —          | —          | —        | —        | —        | —           | —           | 0      |  |  |
| —    | Italien            | Aaron Kostner          | 22    | NPS          | 45           | 40           | —        | 44      | 43      | —          | —          | —       | —       | —           | —           | 50         | 48         | 42         | —        | —        | —        | —           | —           | 0      |  |  |
| —    | Japan              | Yūya Yamamoto          | 20    | —            | —            | —            | —        | —       | —       | —          | —          | 34      | 38      | 31          | 40          | —          | —          | —          | —        | —        | —        | —           | —           | 0      |  |  |
| —    | Kasachstan         | Maghschan Amankeldiuly | 18    | —            | —            | —            | —        | 48      | LAP     | —          | —          | —       | —       | NQ          | NQ          | —          | —          | —          | —        | —        | —        | —           | —           | 0      |  |  |
| —    | Kasachstan         | Tschingis Rakparow     | 26    | —            | —            | —            | —        | 45      | 46      | —          | —          | —       | —       | NQ          | NQ          | —          | —          | —          | —        | —        | —        | —           | —           | 0      |  |  |
| —    | Lettland           | Markuss Vinogradovs    | 19    | —            | —            | —            | —        | 47      | LAP     | —          | —          | —       | —       | —           | —           | —          | —          | —          | —        | —        | —        | —           | —           | 0      |  |  |
| —    | Norwegen           | Lars Buraas            | 27    | —            | —            | —            | 47       | —       | —       | —          | —          | —       | —       | —           | —           | —          | —          | —          | —        | —        | —        | —           | —           | 0      |  |  |
| —    | Norwegen           | Emil Ottesen           | 20    | —            | —            | —            | —        | —       | —       | —          | —          | —       | —       | —           | —           | —          | —          | —          | —        | 43       | 32       | —           | —           | 0      |  |  |
| —    | Norwegen           | Jakob Eiksund Sæthre   | 22    | —            | —            | —            | —        | —       | —       | —          | —          | —       | —       | —           | —           | —          | —          | —          | —        | 37       | 39       | —           | —           | 0      |  |  |
| —    | Norwegen           | Emil Vilhelmsen        | 27    | —            | —            | —            | —        | —       | —       | —          | —          | —       | —       | —           | —           | —          | —          | —          | —        | 41       | 31       | —           | —           | 0      |  |  |
| —    | Osterreich         | Marc-Luis Rainer       | 22    | —            | —            | —            | —        | —       | —       | 38         | 31         | —       | —       | —           | —           | —          | —          | —          | —        | —        | —        | —           | —           | 0      |  |  |
| —    | Osterreich         | Thomas Rettenegger     | 22    | —            | —            | —            | —        | —       | —       | —          | —          | DNF     | NQ      | —           | —           | 35         | 36         | 37         | —        | —        | —        | —           | —           | 0      |  |  |
| —    | Polen              | Andrzej Szczechowicz   | 21    | —            | —            | —            | —        | —       | —       | —          | —          | DSQ     | 41      | 46          | NQ          | —          | —          | —          | —        | —        | —        | —           | —           | 0      |  |  |
| —    | Russland           | Wjatscheslaw Barkow    | 30    | —            | —            | —            | —        | 40      | 41      | —          | —          | NQ      | 45      | NQ          | NQ          | —          | —          | —          | —        | —        | —        | —           | —           | 0      |  |  |
| —    | Russland           | Artjom Galunin         | 22    | —            | —            | —            | —        | —       | —       | —          | —          | 41      | 42      | —           | —           | 51         | —          | —          | —        | —        | —        | —           | —           | 0      |  |  |
| —    | Russland           | Ernest Jachin          | 31    | —            | —            | —            | —        | —       | —       | —          | —          | —       | —       | LAP         | LAP         | —          | —          | —          | —        | —        | —        | —           | —           | 0      |  |  |
| —    | Russland           | Samir Mastijew         | 29    | —            | —            | —            | —        | —       | —       | —          | —          | —       | NQ      | —           | —           | 55         | —          | —          | —        | —        | —        | —           | —           | 0      |  |  |
| —    | Russland           | Alexander Milanin      | 22    | —            | —            | —            | —        | 46      | 47      | —          | —          | —       | 46      | —           | —           | —          | —          | —          | —        | —        | —        | —           | —           | 0      |  |  |
| —    | Schweiz            | Pascal Müller          | 20    | —            | —            | —            | —        | —       | —       | —          | —          | —       | —       | LAP         | 43          | —          | —          | —          | —        | —        | —        | —           | —           | 0      |  |  |
| —    | Slowenien          | Gašper Brecl           | 22    | 42           | 46           | DNS          | 45       | 43      | 45      | 37         | 32         | 40      | 43      | 40          | 46          | —          | —          | —          | —        | —        | —        | 44          | 43          | 0      |  |  |
| —    | Korea Sud          | Park Je-un             | 29    | 49           | NQ           | DNS          | —        | —       | —       | —          | —          | —       | —       | —           | —           | 53         | —          | —          | —        | —        | —        | —           | —           | 0      |  |  |
| —    | Ukraine            | Wiktor Passitschnyk    | 29    | 50           | NQ           | DNF          | —        | —       | —       | —          | —          | NQ      | 44      | NQ          | NQ          | —          | —          | —          | —        | —        | —        | —           | —           | 0      |  |  |
| —    | Vereinigte Staaten | Jasper Good            | 25    | 44           | —            | —            | 46       | —       | —       | —          | —          | —       | —       | 44          | 39          | —          | —          | —          | —        | —        | —        | —           | —           | 0      |  |  |
| —    | Vereinigte Staaten | Grant Andrews          | 24    | —            | —            | —            | —        | —       | —       | —          | —          | —       | —       | —           | —           | 54         | —          | —          | —        | —        | —        | —           | —           | 0      |  |  |
| —    | Vereinigte Staaten | Niklas Malacinski      | 18    | 38           | 40           | DSQ          | NQ       | —       | —       | —          | —          | —       | —       | 39          | 42          | 46         | 40         | 43         | —        | —        | —        | —           | —           | 0      |  |  |
| —    | Vereinigte Staaten | Stephen Schumann       | 22    | —            | —            | —            | —        | 39      | 42      | —          | —          | —       | —       | NQ          | 44          | —          | —          | —          | —        | —        | —        | —           | —           | 0      |  |  |
| Rang | Nat.               | Athlet                 | Alter | Finnland     | Finnland     | Finnland     | Norwegen | Estland | Estland | Osterreich | Osterreich | Italien | Italien | Deutschland | Deutschland | Osterreich | Osterreich | Osterreich | Finnland | Norwegen | Norwegen | Deutschland | Deutschland | Punkte |  |  |
| Rang | Nat.               | Athlet                 | Alter | Ruka Opening | Ruka Opening | Ruka Opening |          |         |         |            |            |         |         |             |             | NC Triple  | NC Triple  | NC Triple  |          |          |          |             |             | Punkte |  |  |

Legende
| Farbe | Farbe | Farbe | Bedeutung                             |
| ----- | ----- | ----- | ------------------------------------- |
| 1     | 2     | 3     | Erster / Zweiter / Dritter            |
| XX    | XX    | XX    | Platz 4 bis 30 – Weltcuppunkte        |
| XX    | XX    | XX    | Platz 31 bis 50 – keine Weltcuppunkte |
| DNS   | DNS   | DNS   | Nicht gestartet (Langlauf)            |
| DNF   | DNF   | DNF   | Rennen vorzeitig beendet              |
| LAP   | LAP   | LAP   | Überrundet                            |
| DSQ   | DSQ   | DSQ   | Disqualifiziert                       |
| NPS   | NPS   | NPS   | Keine Starterlaubnis (Sprunglauf)     |
| NQ    | NQ    | NQ    | Nicht qualifiziert                    |

### Premieren, Jubiläen und Rekorde
- In der Saison 2021/22 erzielten mit Otto Niittykoski, Gaël Blondeau, Lukáš Daněk, Fabio Obermeyr, Jared Shumate, Dmytro Masurtschuk, Sebastian Østvold und Wendelin Thannheimer acht Athleten ihre ersten Weltcup-Punkte.
- Jarl Magnus Riiber gewann zum dritten Mal in Folge den ersten Weltcup-Wettbewerb der Saison. Das Podest am ersten Wettkampftag war zudem identisch zu jenem des Vorjahres.
- Terence Weber holte am 27. November 2021 in Ruka seinen ersten Weltcupsieg.
- Julian Schmid erreichte am 12. Dezember in Otepää zum ersten Mal in seiner Karriere das Weltcup-Podest.
- Mit seinem zweiten Rang am 18. Dezember in Ramsau am Dachstein erreichte Vinzenz Geiger zum 25. Mal in seiner Karriere das Weltcup-Podest im Einzel.
- Mit Gewinn des Mixed-Team-Wettbewerbs am 7. Januar 2022 im Val di Fiemme holte Jørgen Graabak seinen 20. Weltcup-Sieg im Team.
- Johannes Lamparter holte am 8. Januar 2022 im Val di Fiemme seinen ersten Weltcupsieg.

## Damen

### Weltcup-Übersicht
| Datum      | Austragungsort | Disziplin                 | Siegerin                                | Zweite                                  | Dritte                                  | Gelbes Trikot        |
| ---------- | -------------- | ------------------------- | --------------------------------------- | --------------------------------------- | --------------------------------------- | -------------------- |
| 03.12.2021 | Lillehammer    | HS 98 / 5 km Gundersen    | Gyda Westvold Hansen                    | Mari Leinan Lund                        | Annika Sieff                            | Gyda Westvold Hansen |
| 04.12.2021 | Lillehammer    | HS 98 / 5 km Gundersen    | Gyda Westvold Hansen                    | Mari Leinan Lund                        | Lisa Hirner                             | Gyda Westvold Hansen |
| 11.12.2021 | Otepää         | 5 km / HS 97 Massenstart  | Gyda Westvold Hansen                    | Ida Marie Hagen                         | Yuna Kasai                              | Gyda Westvold Hansen |
| 12.12.2021 | Otepää         | HS 97 / 5 km Gundersen    | Gyda Westvold Hansen                    | Ida Marie Hagen                         | Marte Leinan Lund                       | Gyda Westvold Hansen |
| 17.12.2021 | Ramsau         | HS 98 / 5 km Gundersen    | Gyda Westvold Hansen                    | Ema Volavšek                            | Yuna Kasai                              | Gyda Westvold Hansen |
| 08.01.2022 | Val di Fiemme  | 5 km / HS 106 Massenstart | Gyda Westvold Hansen                    | Anju Nakamura                           | Lisa Hirner                             | Gyda Westvold Hansen |
| 23.01.2022 | Planica        | HS 102 / 5 km Gundersen   | aufgrund der Covid-19-Pandemie abgesagt | aufgrund der Covid-19-Pandemie abgesagt | aufgrund der Covid-19-Pandemie abgesagt | Gyda Westvold Hansen |
| 12.03.2022 | Schonach       | HS 106 / 5 km Gundersen   | Anju Nakamura                           | Haruka Kasai                            | Annika Sieff                            | Gyda Westvold Hansen |
| 13.03.2022 | Schonach       | HS 106 / 5 km Gundersen   | Gyda Westvold Hansen                    | Haruka Kasai                            | Ema Volavšek                            | Gyda Westvold Hansen |

### Wertungen
| Rang | Name                 | Punkte |
| ---- | -------------------- | ------ |
| 01.  | Gyda Westvold Hansen | 700    |
| 02.  | Ida Marie Hagen      | 411    |
| 03.  | Ema Volavšek         | 387    |
| 04.  | Anju Nakamura        | 364    |
| 05.  | Annika Sieff         | 338    |
| 06.  | Marte Leinan Lund    | 290    |
| 07.  | Lisa Hirner          | 286    |
| 08.  | Yuna Kasai           | 258    |
| 09.  | Jenny Nowak          | 227    |
| 10.  | Mari Leinan Lund     | 205    |
| 11.  | Veronica Gianmoena   | 205    |
| 12.  | Cindy Haasch         | 203    |
| 13.  | Léna Brocard         | 162    |

| Rang | Name                     | Punkte |
| ---- | ------------------------ | ------ |
| 14.  | Haruka Kasai             | 160    |
| 15.  | Maria Gerboth            | 151    |
| 16.  | Silva Verbič             | 138    |
| 17.  | Annika Malacinski        | 122    |
| 18.  | Anastassija Gontscharowa | 112    |
| 19.  | Stefanija Nadymowa       | 109    |
| 20.  | Sophia Maurus            | 067    |
| 21.  | Tereza Koldovská         | 059    |
| 22.  | Daniela Dejori           | 057    |
| 23.  | Hazuki Ikeda             | 056    |
| 24.  | Ami Sawaya               | 045    |
| 25.  | Tschulpan Walijewa       | 043    |
| 26.  | Hanna Midtsundstad       | 040    |

| Rang | Name                | Punkte |
| ---- | ------------------- | ------ |
| 27.  | Svenja Würth        | 040    |
| 28.  | Swetlana Gladikowa  | 039    |
| 29.  | Annalena Slamik     | 038    |
| 30.  | Nathalie Armbruster | 034    |
| 31.  | Annamaija Oinas     | 029    |
| 32.  | Magdalena Burger    | 027    |
| 33.  | Eva Hubinger        | 026    |
| 34.  | Mille Marie Hagen   | 023    |
| 35.  | Alexandra Glasunowa | 021    |
| 36.  | Sigrun Kleinrath    | 015    |
| 37.  | Alexa Brabec        | 011    |
| 38.  | Thea Øihaugen       | 010    |
| 39.  | Oda Leiråmo         | 008    |

| Rang | Land               | Punkte |
| ---- | ------------------ | ------ |
| 01.  | Norwegen           | 1887   |
| 02.  | Japan              | 1008   |
| 03.  | Deutschland        | 0899   |
| 04.  | Italien            | 0700   |
| 05.  | Slowenien          | 0575   |
| 06.  | Österreich         | 0540   |
| 07.  | Russland           | 0349   |
| 08.  | Vereinigte Staaten | 0208   |
| 09.  | Frankreich         | 0162   |
| 10.  | Tschechien         | 0059   |
| 11.  | Finnland           | 0029   |

| Rang | Name               | Punkte |
| ---- | ------------------ | ------ |
| 01.  | Gyda W. Hansen     | 700    |
| 02.  | Annika Sieff       | 436    |
| 02.  | Ema Volavšek       | 356    |
| 04.  | Ida Marie Hagen    | 355    |
| 05.  | Yuna Kasai         | 301    |
| 06.  | Mari Leinan Lund   | 300    |
| 07.  | Silva Verbič       | 278    |
| 08.  | Lisa Hirner        | 264    |
| 09.  | Marte Leinan Lund  | 252    |
| 10.  | Jenny Nowak        | 221    |
| 11.  | Veronica Gianmoena | 209    |

| Rang | Name               | Punkte |
| ---- | ------------------ | ------ |
| 01.  | Anju Nakamura      | 641    |
| 02.  | Ida Marie Hagen    | 489    |
| 03.  | Gyda W. Hansen     | 457    |
| 04.  | Cindy Haasch       | 410    |
| 05.  | Marte Leinan Lund  | 365    |
| 06.  | Ema Volavšek       | 311    |
| 07.  | Lisa Hirner        | 242    |
| 08.  | A. Gontscharowa    | 204    |
| 09.  | Jenny Nowak        | 176    |
| 10.  | Annika Sieff       | 172    |
| 11.  | Veronica Gianmoena | 170    |

### Detaillierte Ergebnisse
| Rang | Nat.               | Athletin                 | Alter 1 | GN       | GN       | MS      | GN      | GN         | MS      | GN          | GN          | Punkte |
| Rang | Nat.               | Athletin                 | Alter 1 | Norwegen | Norwegen | Estland | Estland | Osterreich | Italien | Deutschland | Deutschland | Punkte |
| ---- | ------------------ | ------------------------ | ------- | -------- | -------- | ------- | ------- | ---------- | ------- | ----------- | ----------- | ------ |
| 01   | Norwegen           | Gyda Westvold Hansen     | 19      | 1        | 1        | 1       | 1       | 1          | 1       | DNF         | 1           | 700    |
| 02   | Norwegen           | Ida Marie Hagen          | 21      | 5        | 5        | 2       | 2       | 8          | 9       | 4           | 4           | 411    |
| 03   | Slowenien          | Ema Volavšek             | 19      | 7        | 6        | 6       | 4       | 2          | 7       | 5           | 3           | 387    |
| 04   | Japan              | Anju Nakamura            | 22      | 11       | 12       | 11      | 9       | 6          | 2       | 1           | 5           | 364    |
| 05   | Italien            | Annika Sieff             | 18      | 3        | 7        | 5       | 5       | 13         | 8       | 3           | 6           | 338    |
| 06   | Norwegen           | Marte Leinan Lund        | 20      | 6        | 4        | 4       | 3       | 4          | 6       | —           | —           | 290    |
| 07   | Osterreich         | Lisa Hirner              | 18      | 4        | 3        | 14      | NPS     | 5          | 3       | 11          | 9           | 286    |
| 08   | Japan              | Yuna Kasai               | 18      | 13       | 8        | 3       | 7       | 3          | 4       | —           | —           | 258    |
| 09   | Deutschland        | Jenny Nowak              | 19      | 8        | 17       | 13      | 6       | 9          | 13      | 6           | 8           | 227    |
| 10   | Norwegen           | Mari Leinan Lund         | 22      | 2        | 2        | DSQ     | DNS     | DNS        | 5       | —           | —           | 205    |
| 11   | Italien            | Veronica Gianmoena       | 26      | 9        | 11       | 8       | 10      | 11         | 11      | 10          | 13          | 205    |
| 12   | Deutschland        | Cindy Haasch             | 17      | 12       | 9        | 7       | 8       | 12         | 12      | 14          | 12          | 203    |
| 13   | Frankreich         | Léna Brocard             | 21      | 21       | 15       | 15      | 15      | 18         | 10      | 9           | 7           | 162    |
| 14   | Japan              | Haruka Kasai             | 18      | —        | —        | —       | —       | —          | —       | 2           | 2           | 160    |
| 15   | Deutschland        | Maria Gerboth            | 19      | 19       | 16       | 10      | 18      | 22         | 17      | 7           | 10          | 151    |
| 16   | Slowenien          | Silva Verbič             | 20      | 14       | 13       | 18      | 12      | 10         | 21      | 16          | 17          | 138    |
| 17   | Vereinigte Staaten | Annika Malacinski        | 20      | 17       | 21       | 12      | 14      | 16         | 15      | 17          | 18          | 122    |
| 18   | Russland           | Anastassija Gontscharowa | 22      | 16       | 14       | 9       | 17      | 7          | —       | —           | —           | 112    |
| 19   | Russland           | Stefanija Nadymowa       | 27      | 10       | 10       | 16      | 11      | DSQ        | 14      | —           | —           | 109    |
| 20   | Deutschland        | Sophia Maurus            | 20      | 22       | 22       | —       | —       | 23         | 22      | 13          | 19          | 67     |
| 21   | Tschechien         | Tereza Koldovská         | 17      | 25       | 25       | 21      | 23      | 24         | —       | 20          | 20          | 59     |
| 22   | Italien            | Daniela Dejori           | 19      | 18       | 19       | DNF     | 13      | 19         | —       | —           | —           | 57     |
| 23   | Japan              | Hazuki Ikeda             | 17      | —        | —        | —       | —       | —          | —       | 8           | 11          | 56     |
| 24   | Japan              | Ami Sawaya               | 22      | 23       | 24       | NPS     | 20      | 25         | 18      | —           | —           | 45     |
| 25   | Russland           | Tschulpan Walijewa       | 21      | 24       | 23       | NPS     | 21      | 21         | 23      | —           | —           | 43     |
| 26   | Norwegen           | Hanna Midtsundstad       | 22      | 20       | 20       | —       | —       | 14         | —       | —           | —           | 40     |
| 27   | Deutschland        | Svenja Würth             | 28      | 15       | 18       | —       | —       | 20         | —       | —           | —           | 40     |
| 28   | Russland           | Swetlana Gladikowa       | 29      | —        | —        | 20      | 19      | 15         | DSQ     | —           | —           | 39     |
| 29   | Osterreich         | Annalena Slamik          | 19      | —        | —        | —       | —       | NPS        | DNS     | 12          | 15          | 38     |
| 30   | Deutschland        | Nathalie Armbruster      | 16      | —        | —        | —       | —       | —          | —       | 15          | 14          | 34     |
| 31   | Finnland           | Annamaija Oinas          | 19      | —        | —        | 17      | 16      | —          | —       | —           | —           | 29     |
| 32   | Deutschland        | Magdalena Burger         | 16      | —        | —        | —       | —       | —          | —       | 19          | 16          | 27     |
| 33   | Osterreich         | Eva Hubinger             | 28      | —        | —        | —       | —       | 17         | 19      | —           | —           | 26     |
| 34   | Norwegen           | Mille Marie Hagen        | 19      | —        | —        | —       | —       | —          | —       | 18          | 21          | 23     |
| 35   | Russland           | Alexandra Glasunowa      | 21      | —        | —        | 19      | 22      | —          | —       | —           | —           | 21     |
| 36   | Osterreich         | Sigrun Kleinrath         | 18      | —        | —        | —       | —       | —          | 16      | —           | —           | 15     |
| 37   | Vereinigte Staaten | Alexa Brabec             | 17      | —        | —        | —       | —       | —          | 20      | —           | —           | 11     |
| 38   | Norwegen           | Thea Øihaugen            | 20      | 26       | 26       | —       | —       | —          | —       | —           | —           | 10     |
| 39   | Norwegen           | Oda Leiråmo              | 19      | 27       | 27       | —       | —       | —          | —       | —           | —           | 8      |
| Rang | Nat.               | Athletin                 | Alter   | Norwegen | Norwegen | Estland | Estland | Osterreich | Italien | Deutschland | Deutschland | Punkte |
| Rang | Nat.               | Athletin                 | Alter   | GN       | GN       | MS      | GN      | GN         | MS      | GN          | GN          | Punkte |

Legende
| Farbe | Farbe | Farbe | Bedeutung                             |
| ----- | ----- | ----- | ------------------------------------- |
| 1     | 2     | 3     | Erste / Zweite / Dritte               |
| XX    | XX    | XX    | Platz 4 bis 30 – Weltcuppunkte        |
| XX    | XX    | XX    | Platz 31 bis 50 – keine Weltcuppunkte |
| DNS   | DNS   | DNS   | Nicht gestartet (Langlauf)            |
| DNF   | DNF   | DNF   | Rennen vorzeitig beendet              |
| DSQ   | DSQ   | DSQ   | Disqualifiziert                       |
| NPS   | NPS   | NPS   | Keine Starterlaubnis (Sprunglauf)     |
| NQ    | NQ    | NQ    | Nicht qualifiziert                    |

## Mixed

### Weltcup-Übersicht
| Datum      | Austragungsort | Disziplin                     | Sieger                                                                          | Zweiter                                                            | Dritter                                                       |
| ---------- | -------------- | ----------------------------- | ------------------------------------------------------------------------------- | ------------------------------------------------------------------ | ------------------------------------------------------------- |
| 07.01.2022 | Val di Fiemme  | HS 104 / 2 × 5 km, 2 × 2,5 km | NorwegenJens Lurås Oftebro Mari Leinan Lund Gyda Westvold Hansen Jørgen Graabak | ÖsterreichMartin Fritz Lisa Hirner Annalena Slamik Lukas Greiderer | DeutschlandJakob Lange Cindy Haasch Jenny Nowak Terence Weber |

## Kader

### Herren

#### Deutschland
Der DSV gab im Mai 2021 seine Kadereinteilung für die Saison 2021/22 bekannt. Die Athleten wurden auf vier Lehrgangsgruppen aufgeteilt, in deren Rahmen die Sportler trainieren werden. Darüber hinaus bekamen die Athleten einen Kaderstatus zugeteilt. In den höchsten Kader wurden vier Athleten berufen. Im Vergleich zum Vorjahr wurde die Lehrgangsgruppe 1a mit David Mach um eine Person erweitert.
| Name            | Kader 1 |
| --------------- | ------- |
| Eric Frenzel    | OK      |
| Vinzenz Geiger  | OK      |
| Fabian Rießle   | OK      |
| Terence Weber   | OK      |
| Manuel Faißt    | PK      |
| Johannes Rydzek | PK      |
| Jakob Lange     | PK      |
| David Mach      | PK      |
| Julian Schmid   | PK      |

| Name                 | Kader 1 |
| -------------------- | ------- |
| Simon Hüttel         | PK      |
| Nick Siegemund       | PK      |
| Wendelin Thannheimer | PK      |
| Christian Frank      | PK      |
| Martin Hahn          | PK      |
| Luis Lehnert         | PK      |
| Justin Moczarski     | PK      |
| Simon Mach           | NK 1    |
| Tristan Sommerfeldt  | NK 1    |

| Name             | Kader 1 |
| ---------------- | ------- |
| Jan Andersen     | NK 1    |
| Rafael Fischer   | NK 1    |
| Pirmin Maier     | NK 1    |
| Hannes Gehring   | NK 1    |
| Lucas Mach       | NK 1    |
| Nick Schönfeld   | NK 1    |
| Pepe Schula      | NK 1    |
| Benedikt Gräbert | NK 1    |
| Richard Stenzel  | NK 1    |

| Name                  | Kader 1 |
| --------------------- | ------- |
| Florian Josef Schultz | NK 2    |
| Alois Wegmann         | NK 2    |
| Mika Wunderlich       | NK 2    |
| Kenny Schönfelder     | NK 2    |
| Eric Stephan          | NK 2    |
| Johann Unger          | NK 2    |
| Julius Borgenheimer   | NK 2    |
| Jonathan Gräbert      | NK 2    |
| Luca Laukner          | NK 2    |
| Emil Paul             | NK 2    |
| Jonas Rudloff         | NK 2    |
| Sean Steenbakker      | NK 2    |
| Moritz Terei          | NK 2    |
| Hannes Wenzel         | NK 2    |

- Sportlicher Leiter: Josef Buchner, Teammanager: Horst Hüttel
- Bundestrainer: Hermann Weinbuch, Cheftrainer Nachwuchs: Christoph Klumpp, Cheftechniker: Enrico Heisig und Ralf Adloff
- Trainer Lehrgangsgruppe 1a: Heinz Kuttin und Kai Bracht
- Trainer Lehrgangsgruppe 1b: Constantin Kreiselmeyer (Leitend), Björn Kircheisen, Florian Aichinger
- Trainer Lehrgangsgruppe 2a: Frank Erlbeck (Leitend), Thomas Krause
- Trainer Lehrgangsgruppe 2b: Danny Queck (Leitend), Thomas Müller, Tim Kopp

#### Österreich
Der ÖSV gab Mitte Mai 2021 seine Kadereinteilung für die Saison 2021/22 bekannt. Die Athleten wurden auf vier Kader aufgeteilt. In der Nationalmannschaft stehen fünf Athleten, der Weltmeister Johannes Lamparter gehört erstmals dazu. Martin Fritz wurde in den A-Kader zurückversetzt. Die Einteilung in die Trainingsgruppen ist jedoch zumindest in der Vorbereitung etwas relevanter. In der höchsten Trainingsgruppe sind neben der Nationalmannschaft auch Martin Fritz, Thomas Jöbstl und Stefan Rettenegger Mitglieder.
| Name               | Gruppe |
| ------------------ | ------ |
| Lukas Greiderer    | I      |
| Lukas Klapfer      | I      |
| Johannes Lamparter | I      |
| Franz-Josef Rehrl  | I      |
| Mario Seidl        | I      |

| Name               | Gruppe |
| ------------------ | ------ |
| Manuel Einkemmer   | II     |
| Martin Fritz       | I      |
| Thomas Jöbstl      | I      |
| Philipp Orter      | II     |
| Marc-Luis Rainer   | II     |
| Stefan Rettenegger | I      |

| Name               | Gruppe |
| ------------------ | ------ |
| Christian Deuschl  | II     |
| Fabian Hafner      | II     |
| Florian Kolb       | II     |
| Samuel Lev         | III    |
| Fabio Obermeyr     | II     |
| Severin Reiter     | III    |
| Thomas Rettenegger | II     |
| Paul Walcher       | III    |

| Name               | Gruppe |
| ------------------ | ------ |
| Sebastian Arnold   | III    |
| Samuel Bauregger   | III    |
| Sebastian Brandner | III    |
| Kilian Gütl        | III    |
| Nikolaus Mair      | III    |
| Stefan Peer        | III    |
| Nicolas Pfandl     | III    |
| Lukas Schönberger  | III    |

- Cheftrainer: Christoph Eugen

#### Schweiz
Als erste Nation gab die Schweiz am 21. April 2021 ihren Kader für die Saison 2021/22 bekannt. Wie im Vorjahr bekam mit Pascal Müller lediglich ein Athlet den C-Team-Status. Im Vorjahr hatte er lediglich an unterklassigen Wettbewerben teilgenommen.
| Name          |
| ------------- |
| Pascal Müller |

#### Finnland
Der finnische Skiverband nominierte Mitte Mai sieben Athleten in die „Maajoukkue“. Im Vergleich zum Vorjahr wurde der höchste Nationalkader damit um Otto Niittykoski erweitert.
| Name             |
| ---------------- |
| Ilkka Herola     |
| Eero Hirvonen    |
| Wille Karhumaa   |
| Leevi Mutru      |
| Arttu Mäkiaho    |
| Otto Niittykoski |
| Perttu Reponen   |

| Name                |
| ------------------- |
| Herman Happonen     |
| Timi Heiskanen      |
| Valtteri Holopainen |
| Waltteri Karhumaa   |
| Jarkko Lankinen     |
| Eelis Meriläinen    |
| Arsi Tietäväinen    |
| Erno Tietäväinen    |
| Rasmus Ähtävä       |

| Name                |
| ------------------- |
| Oskari Hakkarainen  |
| Viljami Hakkarainen |
| Tuukka Hertman      |
| Heta Hirvonen       |
| Aino Kanervala      |
| Aapeli Karislahti   |
| Eeli Keränen        |
| Eemeli Kurttila     |
| Lumia Nurmela       |
| Juho Ojala          |
| Peter Räisänen      |
| Misa Vilminko       |
| Veeti Vänttilä      |

- Cheftrainer: Petter Kukkonen, Sprungtrainer: Falko Krismayr
- Cheftrainer Junioren- und Herausfordererkader: Antti Kuisma und Jouni Kaitainen

#### Frankreich
Der französische Skiverband FFS gab im Mai seine Kadereinteilung bekannt. Dabei wurde die Zusammensetzung des A-Kaders um Mattéo Baud erweitert. Zudem wird Gaël Blondeau mit dem A-Kader trainieren. Wenige Wochen später wurden zudem die Coéquipier, also Trainingsteilnehmer ohne Kaderstatus, bekanntgegeben. Die drei Athleten wurden in die Trainingsgruppe B unter dem Trainer Alexandre Villet integriert, während weitere fünf Kombinierer im nationalen Ausbildungszentrum für Ski-Nordisch-Sportarten CNE gemeinsam mit dem Junioren-Kader trainieren. Théo Rochat und Samy Claret Tournier verloren hingegen selbst dieses Privileg, sodass sie fortan keine Unterstützung des französischen Skiverbands mehr erhielten.
| Name                |
| ------------------- |
| Antoine Gérard      |
| Laurent Muhlethaler |
| Mattéo Baud         |

| Name          |
| ------------- |
| Gaël Blondeau |
| Marco Heinis  |
| Tom Michaud   |

| Name         |
| ------------ |
| Tom Rochat   |
| Maël Begrand |

| Name         |
| ------------ |
| Nils Gouy    |
| Edgar Vallet |
| Maël Tyrode  |

- Direktor: Jérôme Laheurte, Cheftrainer: Alex Mougin, Trainer B-Kader: Alexandre Villet
- Direktor CNE: Nicolas Michaud, Trainer: Samuel Guy

#### Italien
Der italienische Skiverband gab Mitte Mai seine Kadereinteilung bekannt. An der Zusammensetzung des höchsten Kaders hat sich im Vergleich zur Vorsaison nichts verändert. Giulio Bezzi wurde nicht mehr berücksichtigt, da dieser seine Karriere nach der Vorsaison beendet hatte.
| Name              |
| ----------------- |
| Samuel Costa      |
| Alessandro Pittin |
| Aaron Kostner     |
| Raffaele Buzzi    |

| Name              |
| ----------------- |
| Iacopo Bortolas   |
| Stefano Radovan   |
| Domenico Mariotti |

| Name            |
| --------------- |
| Luca Libener    |
| Manuel Senoner  |
| Bryan Venturini |
| Manuel Facchini |

- Teamkoordinator: Sandro Sambugaro, Cheftrainer: Ivo Pertile, Trainer: Danny Winkelmann, Sprungtrainer: Ivan Lunardi, Skilanglauftrainer: Pietro Frigo
- Trainer B-Kader: Andrea Bezzi, Gianfranco Oballa

#### Japan
Der Japanische Skiverband gab Mitte Juli seine Kadereinteilung für die Saison 2021/22 bekannt. Den Kadern können während der Saison noch Athleten hinzugefügt werden.
| Name           |
| -------------- |
| Akito Watabe   |
| Ryōta Yamamoto |
| Yoshito Watabe |
| Hideaki Nagai  |

| Name               |
| ------------------ |
| Kodai Kimura       |
| Sora Yachi         |
| Sakutarō Kobayashi |

| Name            |
| --------------- |
| Yūto Nishikata  |
| Takuya Nakazawa |
| Taiga Onozawa   |
| Daiki Chiba     |

| Name             |
| ---------------- |
| Kyōtarō Yamazaki |
| Reo Yamakawa     |
| Yu Takada        |
| Kaisei Mori      |
| Atsushi Narita   |

- Cheftrainer: Takanori Kōno, Technischer Trainer: Takashi Kitamura
- U20-Trainer: Yūki Satō, Assistenten: Toshiaki Maruyama, Taihei Katō

#### Norwegen
Der Norwegische Skiverband gab Ende April zunächst ihre Zusammensetzung des Elitelagene, dem Nationalkader Norwegen, bekannt. Bei den Herren bekamen fünf Athleten diesen Status. Allen ausgewählten Athleten ist gemeinsam, dass sie bei den Nordischen Skiweltmeisterschaften 2021 Medaillen gewinnen konnten. Dies wurde als Kriterium für die Einteilung zugrunde gelegt. Wenige Tage zuvor trat Peder Sandell vom Amt des Cheftrainers zurück. Sein Nachfolger wurde Jan Schmid.
| Name               |
| ------------------ |
| Jørgen Graabak     |
| Jarl Magnus Riiber |
| Espen Bjørnstad    |
| Jens Lurås Oftebro |
| Espen Andersen     |

| Name |
| ---- |

- Cheftrainer: Jan Schmid, Assistenten: Stian Kvarstad und Tom Hilde

#### Slowenien
Bereits im April 2021 gab der slowenischen Skiverband die vorläufige Kadereinteilung bekannt, die wenige Wochen später bestätigt wurde. Nach nur einer Saison im A-Kader verlor Rok Jelen diesen Status. An seine Stelle trat Gašper Brecl. Auch Uroš Vrbek und Matic Hladnik trainieren in der Nationalmannschaft unter der Führung von Goran Janus mit dem A-Kader. Anže Obreza ist als Co-Trainer für das Lauftraining zuständig.
| Name         |
| ------------ |
| Vid Vrhovnik |
| Gašper Brecl |

| Name          |
| ------------- |
| Uroš Vrbek    |
| Matic Hladnik |

- Cheftrainer: Goran Janus, Assistenten: Anže Obreza und Matic Košir

#### Tschechien
Der tschechische Skiverband veröffentlichte Anfang Juni 2021 die Zusammensetzung ihrer Kader, die bei der letzten Disziplinensitzung am 31. Mai in Liberec beschlossen wurde. Der Sportdirektor Tomáš Slavík gab zudem an, dass sich das Budget für die Saison auf 9,3 Millionen Tschechische Krone (zirka 366.000 Euro) beläuft. Im Vergleich zum Vorjahr wurde der Nationalkader mit Petr Šablatura um einen Athleten erweitert.
| Name           |
| -------------- |
| Lukáš Daněk    |
| Ondřej Pažout  |
| Tomáš Portyk   |
| Petr Šablatura |
| Jan Vytrval    |

| Name             |
| ---------------- |
| Lukáš Doležal    |
| Lukáš Kohlberger |
| Jiří Konvalinka  |
| Radim Sudek      |
| Jan Šimek        |

- Cheftrainer: Marek Šablatura, Assistenten: Robert Mateja, Vladimír Šmíd, Petr Lampa, Technick: u. a. Miroslav Kopal
- Cheftrainer Jugend-Kader: Martin Zeman, Assistenten: Vladimír Šmíd, Tomáš Vančura

#### Vereinigte Staaten
Ende April gab der Skiverband USA Nordic seine Kadereinteilung bekannt. Nominierte Athleten können vor der Saison zudem selbst entscheiden, ob sie ihre Einteilung akzeptieren oder davon Abstand nehmen. Das Nationalteam umfasst acht Springer.
| Name              |
| ----------------- |
| Grant Andrews     |
| Taylor Fletcher   |
| Jasper Good       |
| Ben Loomis        |
| Niklas Malacinski |
| Jared Shumate     |
| Evan Nichols      |
| Stephan Schumann  |

| Name              |
| ----------------- |
| Carter Brubaker   |
| Tate Frantz       |
| Gunnar Gilbertson |
| Henry Johnstone   |
| Aidan Ripp        |
| Zach Selzman      |
| Caleb Zuckerman   |

- Cheftrainer: Nick Hendrickson, Skisprungtrainer: Chris Gilbertson

#### Polen
Der polnische Skiverband PZN gab am 6. Mai 2021 ihre Kadereinteilung bekannt. Im Gegensatz zum Vorjahr, als der mit den Tschechen trainierende Szczepan Kupczak als einziger Athlet im A-Kader stand, wurden für die Saison 2021/22 fünf Sportler in den höchsten Kader berufen.
| Name                     |
| ------------------------ |
| Szczepan Kupczak         |
| Andrzej Szczechowicz     |
| Mateusz Jarosz           |
| Adam Skupień             |
| Maciej Gąsienica-Ciaptak |

| Name              |
| ----------------- |
| Bartłomiej Kuchta |
| Jakub Wisełka     |
| Miłosz Krzempek   |
| Andrzej Waliczek  |
| Jan Cudzich       |
| Grzegorz Mitręga  |

- Cheftrainer A-Kader: Tomisław Tajner, Assistent: Mariusz Hluchnik
- Standorttrainer Junioren-Kader: Tomasz Pochwała, Zbigniew Byrdy, Paweł Słowiok

#### Russland
Am 28. Mai 2021 genehmigte das russische Sportministerium die Kadereinteilung für die Saison 2021/22, welche zuvor vom Skiverband vorgeschlagen wurde. Der Trainerstab umfasst elf Personen und wird von Alexei Baranow angeführt. Für das Herren-Weltcup-Team ist jedoch vorrangig Alexander Swjatow zuständig. Im ursprünglichen Vorschlag waren acht Athleten für die Nationalmannschaft vorgesehen, letztlich stehen aber sogar deren elf Kombinierer im Hauptkader (Оснавной состав). Für Kritik sorgte unter anderem die Berücksichtigung Alexander Owsjannikows, der bei den russischen Meisterschaften 2021 nur den 41. Platz belegte und international punktlos blieb. Gleichzeitig fand Witali Iwanow keine Berücksichtigung, nachdem dieser zwar russischer Sommer-Meister 2020 wurde, im Winter jedoch verletzungsbedingt ausfiel. Auch Ernest Jachin wurde zunächst nicht aufgeführt.
| Name                  |
| --------------------- |
| Denis Agunow          |
| Wjatscheslaw Barkow   |
| Timofei Borissow      |
| Artjom Galunin        |
| Alexander Kolganow    |
| Iwan Konopljew        |
| Samir Mastijew        |
| Alexander Milanin     |
| Alexander Owsjannikow |
| Witali Scharschawin   |
| Eduard Schirnow       |

| Name              |
| ----------------- |
| Kirill Awerjanow  |
| Andrei Akulin     |
| Kirill Akulin     |
| Jegor Gertschu    |
| Dawid Ibragimow   |
| Nikita Kirillow   |
| Marija Kusmin     |
| Danil Kurotschkin |
| Maxim Lawruchin   |
| Wladimir Malow    |

| Name                  |
| --------------------- |
| Nikita Golunow        |
| Ernest Nadymow        |
| Iwan Pronin           |
| Wladimir Strugewitsch |

| Name               |
| ------------------ |
| Artjom Chnytschkow |
| Ilja Maslow        |
| Alexander Simanow  |
| Fjodor Teterin     |

- Cheftrainer: Alexei Baranow, Haupttrainer Männer: Alexander Swjatow

#### Ukraine
Die ukrainische Nationalmannschaft für die Saison 2021/22 besteht aus sechs Athleten. Im Vergleich zum Vorjahr stieß Iwan Pylyptschuk zum höchsten Kader dazu.
| Name                 |
| -------------------- |
| Witalij Hrebenjuk    |
| Dmytro Masurtschuk   |
| Wiktor Passitschnyk  |
| Andrij Pylyptschuk   |
| Iwan Pylyptschuk     |
| Oleksandr Schumbarez |

| Name               |
| ------------------ |
| Artem Kuzewitsch   |
| Dmytro Palijtschuk |
| Maxym Prokopjuk    |
| Mykola Sawtschyn   |
| Wassyl Sawtschyn   |
| Nasar Tschernuch   |
| Ruslan Schumanskyj |

- Cheftrainer: Mykola Koslow, Assistenten: Ruslan Balanda

### Frauen

#### Deutschland
Der DSV gab im Mai 2021 die zweite Kadereinteilung seiner Geschichte für die Nordische Kombination der Damen bekannt. Für die Saison 2021/22 wurden fünf Athletinnen nominiert. Emilia Görlich wurde aus der Lehrgangsgruppe 1a in die Lehrgangsgruppe 2a versetzt.
| Name          | Kader 1 |
| ------------- | ------- |
| Svenja Würth  | PK      |
| Sophia Maurus | PK      |
| Maria Gerboth | NK 1    |
| Jenny Nowak   | NK 1    |
| Cindy Haasch  | NK 1    |

| Name             | Kader 1 |
| ---------------- | ------- |
| Emilia Görlich   | NK 1    |
| Marie Naehring   | NK 1    |
| Magdalena Burger | NK 1    |

| Name                  | Kader 1 |
| --------------------- | ------- |
| Trine Göpfert         | NK 2    |
| Anne Häckel           | NK 2    |
| Katharina Hieber      | NK 2    |
| Klara Lebelt          | NK 2    |
| Ronja Loh             | NK 2    |
| Nathalie Armbruster   | NK 2    |
| Anna-Fay Scharfenberg | NK 2    |
| Elisabeth Strümpfel   | NK 2    |

- Sportlicher Leiter: Josef Buchner, Teammanager: Horst Hüttel, Cheftrainer Nachwuchs: Christoph Klumpp
- Trainer Lehrgangsgruppe 1: Klaus Edelmann (Leitend), Nico Reichenberger
- Trainer Lehrgangsgruppe 2b: Roman Holland-Nel (Leitend)

#### Österreich
Der ÖSV gab Mitte Mai 2021 seine Kadereinteilung für die Saison 2021/22 bekannt. Die Athletinnen wurden auf vier Kader aufgeteilt. Erstmals wurden auch zwei Athletinnen ins Nationalteam berufen.
| Name             |
| ---------------- |
| Lisa Hirner      |
| Sigrun Kleinrath |

| Name            |
| --------------- |
| Annalena Slamik |

| Name        |
| ----------- |
| Laura Pletz |

| Name                |
| ------------------- |
| Claudia Purker      |
| Anja Rathgeb        |
| Marit Weichselbraun |

- Cheftrainer: Bernhard Aicher

#### Finnland
Der finnische Skiverband gab im Mai 2021 die Kadereinteilung bekannt und setzte dabei das Projekt 2026 für den Frauen-Nationalkader fort.
| Name            |
| --------------- |
| Anna Kerko      |
| Minja Korhonen  |
| Selina Kähkönen |
| Nonna Laitinen  |
| Annamaija Oinas |
| Alva Thors      |
| Julia Äikiä     |

- Cheftrainer: Lasse Moilanen

#### Frankreich
Der französische Skiverband FFS gab im Mai seine Kadereinteilung bekannt. Nach dem Rücktritt Emma Tránds ist Léna Brocard die einzige Athletin.
| Name         |
| ------------ |
| Léna Brocard |

- Direktor: Jérôme Laheurte, Cheftrainer: Étienne Gouy

#### Italien
Der italienische Skiverband FISI gab Mitte Mai seine Kadereinteilung bekannt. Es stehen die gleichen drei Athletinnen wie im Vorjahr im höchsten italienischen Kader. Neben den folgenden vier Kadern besteht mit der Gruppe Osservate um Anna Senoner eine fünfte Einteilung.
| Name               |
| ------------------ |
| Daniela Dejori     |
| Annika Sieff       |
| Veronica Gianmoena |

| Name         |
| ------------ |
| Lena Prinoth |

| Name          |
| ------------- |
| Greta Pinzani |

| Name          |
| ------------- |
| Giada Delugan |

- Cheftrainer: Ivo Pertile, Trainer: Francesco Benetti
- Trainer C-Kader und Interesse Nazionale: Michael Lunardi

#### Japan
Der Japanische Skiverband nominierte für die Saison 2021/22 sieben Athletinnen. Den Kadern können während der Saison noch Athletinnen hinzugefügt werden. Lediglich Anju Nakamura wurde in den höchsten Kader berufen, wohingegen die anderen Athletinnen gemäß ihrem Alter eingeteilt wurden.
| Name          |
| ------------- |
| Anju Nakamura |

| Name         |
| ------------ |
| Ami Sawaya   |
| Sana Azegami |

| Name           |
| -------------- |
| Yuna Kasai     |
| Ayane Miyazaki |
| Hazuki Ikeda   |
| Haruka Kasai   |

- Cheftrainer: Kazuyoshi Yamada, Assistentin: Nanami Itō

#### Norwegen
Der Norwegische Skiverband gab am 30. April die Zusammensetzung ihres Nationalkaders Elitelagene bekannt, der aus den drei Medaillengewinnerinnen der Nordischen Ski-Weltmeisterschaften 2021 besteht und im Vergleich zur Vorsaison unverändert bleibt.
| Name                 |
| -------------------- |
| Gyda Westvold Hansen |
| Mari Leinan Lund     |
| Marte Leinan Lund    |

| Name |
| ---- |

- Cheftrainer: Thomas Kjelbotn; Assistent: Frode Moen

#### Slowenien
Bereits im April 2021 gab der slowenischen Skiverband die vorläufige Kadereinteilung bekannt, die wenige Wochen später bestätigt wurde. Ema Volavšek bekam als einzige Athletin den A-Kader-Status und trainiert in der Nationalmannschaft unter der Führung von Goran Janus mit den Herren. Anže Obreza ist als Co-Trainer für das Lauftraining zuständig.
| Name         |
| ------------ |
| Ema Volavšek |

- Cheftrainer: Goran Janus, Assistenten: Anže Obreza und Matic Košir

#### Tschechien
Der tschechische Skiverband nominierte zwei Athletinnen in den Nationalkader.
| Name             |
| ---------------- |
| Tereza Koldovská |
| Jolana Hradilová |

| Name             |
| ---------------- |
| Hana Fadrhonsová |
| Karolina Horká   |

| Name            |
| --------------- |
| Eva Hollmannová |
| Daniela Peštová |

- Trainer: Luděk Šablatura

#### Vereinigte Staaten
Die USA Nordic gab bereits im April ihre Kadereinteilung bekannt. Zwar wurde die Gesamtweltcupsiegerin des Vorjahres Tara Geraghty-Moats nominiert, doch erfolgte dies lediglich auf den verbandsinternen Kriterien, die sie erfüllte. Geraghty-Moats gab bereits wenige Tage vor der Verkündung der Kader bekannt, eine Karrierepause in der Nordischen Kombination einzulegen und sich stattdessen dem Biathlon zu widmen.
| Name                |
| ------------------- |
| Tess Arnone         |
| Alexa Brabec        |
| Annika Malacinski   |
| Tara Geraghty-Moats |

| Name                |
| ------------------- |
| Aspen Bennett-Manke |
| Charlotte Ripp      |

- Cheftrainer: Tomáš Matura

#### Russland
Das russische Sportministerium genehmigte folgende Kadereinteilung für die Saison 2021/22:
| Name                     |
| ------------------------ |
| Anna Alexandrowna        |
| Swetlana Gladikowa       |
| Alexandra Glasunowa      |
| Anastassija Gontscharowa |
| Stefanija Nadymowa       |
| Glafira Noskowa          |
| Larissa Skrjabina        |
| Tschulpan Walijewa       |

| Name                    |
| ----------------------- |
| Olga Aristowa           |
| Schanna Karamyschewa    |
| Xenija Karamyschewa     |
| Marija Kusmina          |
| Alina Saifulina         |
| Jelena Silantjewa       |
| Alexandra Tichonowitsch |
| Jelisaweta Udinzowa     |
| Diana Fjodorowa         |

- Cheftrainer: Denis Tischagin; Assistenten: Wjatscheslaw Lutschankin, Anton Kalinitschenko
- Trainer Juniorinnen: Nijas Nabejew

#### Ukraine
Die Ukraine hat für die Saison 2021/22 lediglich zwei Athletinnen in den Kader berufen. Während Oksana Hruschyzka 2007 geboren wurde, ist Karina Koslowa aus dem Jahrgang 2009 noch jünger. Es sind daher keine Einsätze im Weltcup zu erwarten.
| Name              |
| ----------------- |
| Oksana Hruschyzka |
| Karina Koslowa    |